# Grandes Irmãos
Grandes Irmãos ou Altos Irmãos foram quatro irmãos que viviam entre os monges egípcios de Nítria no século V chamados Amônio, Dióscoro, Eusébio e Eutímio. Eles ganharam o apelido por serem altos e por terem uma aparência exigente.
Eles ficaram famosos por sua disciplina estrita de jejuns e castidade e também pelo grande conhecimento que tinham das Escrituras. Passaram para a história por apoiarem a controversa teologia de Orígenes. Em Alexandria, os irmãos foram duramente criticados pelo patriarca Teófilo (o tio de Cirilo de Alexandria) e tiveram que fugir para Constantinopla, onde foram recebidos pelo arcebispo João Crisóstomo. Aproveitando-se da situação, Teófilo então explorou o origenismo dos Altos Irmãos para conseguir depor Crisóstomo no Sínodo do Carvalho em 403.